# Thrixspermum brevicaule
Thrixspermum brevicaule är en orkidéart som beskrevs av Cedric Errol Carr. Thrixspermum brevicaule ingår i släktet Thrixspermum och familjen orkidéer. Inga underarter finns listade i Catalogue of Life.